# 吉見町
吉見町（日语：／ Yoshimi machi */?）是位於日本埼玉縣中部、比企郡東部的町，人口約2万2千人。